# Yaakov Litzman
Yaakov Litzman (en hébreu : יעקב ליצמן), né le 2 septembre 1948 en Allemagne, est un rabbin et homme politique israélien. Il est le bras droit du rebbe de Gour, et le leader du parti religieux Agoudat Israel 1999 à 2022.
De 2015 à 2017, et de 2019 à 2020, il est ministre de la Santé d'Israël au sein du quatrième gouvernement de Benyamin Netanyahou. Il dirige également le ministère de la Santé de facto en 2015 et de 2018 à 2019. De 2020 à 2021, il est ministre de la Construction et du Logement.

## Biographie
Litzman naît de parents polonais, survivants de la Shoah, dans un camp de personnes déplacées en Allemagne. Quand il a deux ans, sa famille immigre à New York, dans le quartier de Brooklyn, où il passe sa jeunesse. À 17 ans, il poursuit ses études en Israël. Son premier emploi est directeur de l'école hassidique Beis Yaakov, une école de filles à Jérusalem.

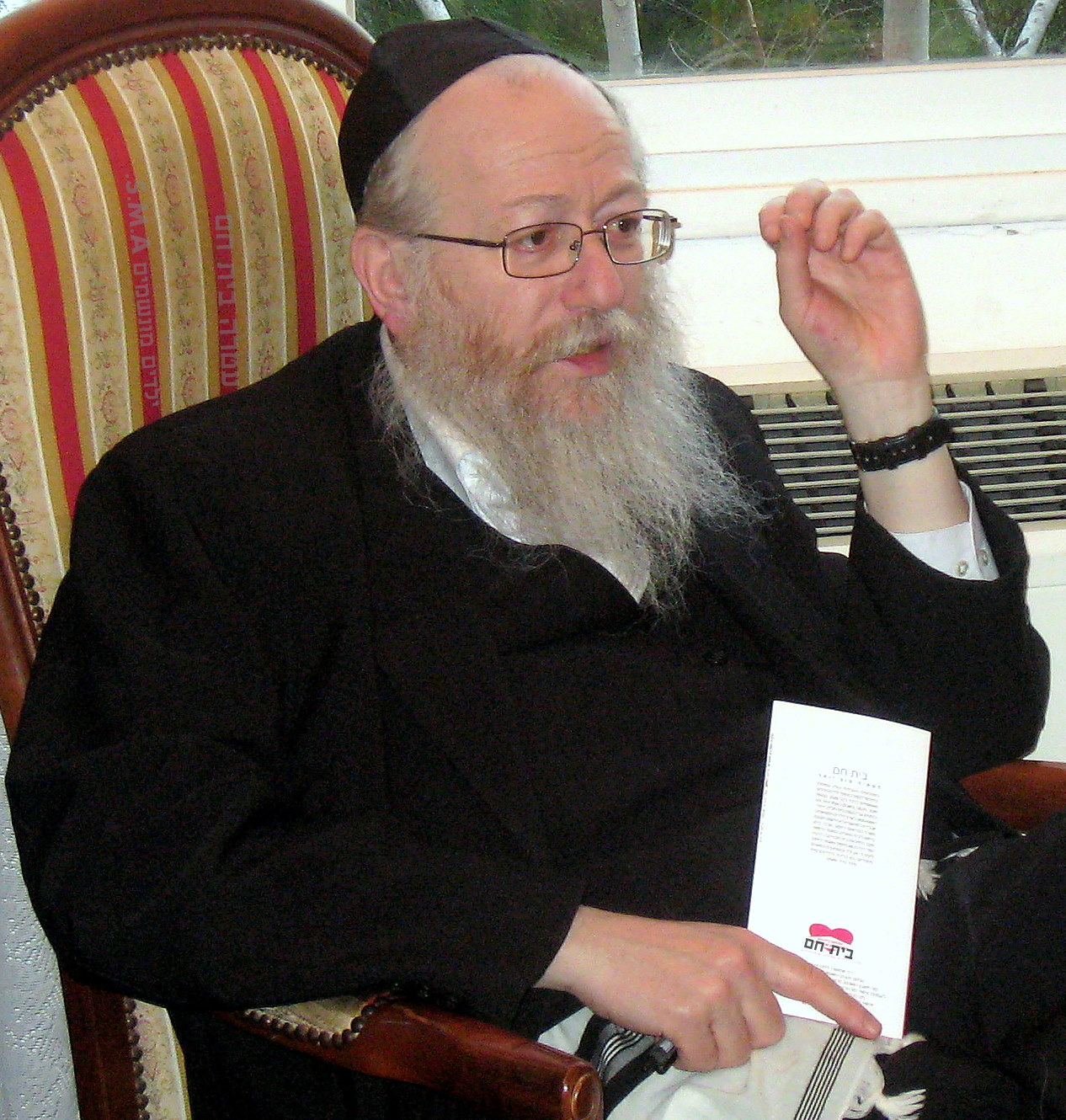
Yaakov Litzman le 28 décembre 2010.

Litzman a cinq enfants et vit à Jérusalem.

### Carrière politique
Litzman débute en politique sous la direction du rebbe de Gour. En 1999, celui-ci demande à Litzman de se présenter pour l'élection législative de cette année. Litzma devient le leader du parti Agoudat Israel à la Knesset.
Litzman sert au commerce intérieur à la Knesset de 1999 à 2001. Dans le cadre de l'accord de coalition avec le gouvernement au pouvoir d'Ariel Sharon en 2000, il est nommé président de la commission des Finances de la Knesset, un poste qu'il a occupé jusqu'en 2007. Après les élections de 2009, il conserve son siège à la Knesset, et son parti rejoint le gouvernement nouvellement créé par le premier ministre Benyamin Netanyahou. Nommé ministre de la Santé le 2 septembre 2015, il démissionne le 26 novembre 2017 parce que des travaux de maintenance ferroviaires ont été réalisés durant le shabbat.
En vue des élections législatives israéliennes de 2021, Moshe Gafni remplace Yaakov Litzman à la tête de Judaïsme unifié de la Torah.

### Polémiques

#### Refus de serrer la main des femmes
En 2012, il refuse de serrer la main de la ministre belge de la Santé Laurette Onkelinx. Il adopte de nouveau le même comportement en 2016 avec la ministre française de la Santé Marisol Touraine.
Yaakov Liztman a fait le choix de préserver le mode de pratique orthodoxe du Judaïsme, qui est celui dans lequel il a été éduqué ; Yaakov Litzman est donc astreint à toute une série de règles très strictes (dont diverses règles régissant les rapports hommes-femmes) qui tendent, entre autres choses, à limiter les contacts physiques (comme les bises ou les poignées de main entre homme et femmes non mariés) et préserver une certaine pudeur vestimentaire.

#### Soupçons de corruption
En 2018, une enquête pour corruption au ministère de la santé a été révélée par la Police. L’enquête lancée à la suite d’un reportage d’Hadashot de janvier 2017 au cours duquel un journaliste sous couverture a pu arranger une rencontre avec le ministre de la Santé de l’époque Yaakov Litzman pour chercher un soutien législatif afin de promouvoir une entreprise fictive de cigarettes électroniques en versant des milliers de shekels en cash à un intermédiaire. Litzmann a nié avoir eu connaissance de l'aspect corruptif de l'affaire.

#### Gestion de la pandémie de Covid-19
Sa gestion de l’épidémie de Covid-19 est largement critiquée. Il se montre réticent à l'égard des mesures de distanciation sociale et déclare : « Nous espérons que le Messie arrivera avant Pessah, qui débute le 8 avril. Je suis sûr qu'il viendra pour nous sauver, comme Dieu nous a sauvés pendant l'Exode d'Égypte. » Le magazine TheMarker (en) relève qu'il a passé le plus clair des dernières années à obtenir des fonds et des logements pour sa communauté et à avaliser les coupes budgétaires du gouvernement de Netanyahou dans le système public de santé israélien, qui s'est détérioré. Cependant, d'après l’analyste Barak Ravid (en), « Il est le soldat le plus loyal que Nétanyahou aura jamais. C’est pour cela qu’il le défendra, (…) même si le renvoyer ou le changer de poste serait une décision immensément populaire ».

#### Soutien à une pédocriminelle
Il admet en janvier 2022, dans le cadre d'un accord avec la justice lui permettant d'échapper à la prison, être intervenu pour tenter d'empêcher l'extradition d'une Australienne accusée de pédocriminalité. Cette dernière, accusée de dizaines d'agressions sexuelles contre des petites filles dans une école juive orthodoxe qu'elle dirigeait à Melbourne, s'était installée en 2008 dans une colonie israélienne de Cisjordanie occupée avant d’être finalement extradée en 2021. Inculpé pour fraude et abus de confiance, il annonce qu'il ne se représente pas aux élections législatives.